# Evan Weiss (sciatore)
Evan C. Weiss (1984) è un ex sciatore alpino statunitense.

## Biografia
Originario di Kenmore e attivo in gare FIS dal novembre del 1999, in Nor-Am Cup Weiss esordì l'11 novembre 2000 a Loveland in slalom speciale, senza completare la prova, ottenne i migliori piazzamenti a Hunter Mountain nello slalom gigante del 2 gennaio 2006 e nello slalom speciale di due giorni dopo (4º) e prese per l'ultima volta il via il 17 marzo 2007 a Panorama in slalom speciale (30º). Si ritirò al termine della stagione 2007-2008 e la sua ultima gara fu uno slalom speciale FIS disputato a Lutsen il 16 marzo, chiuso da Weiss al 74º posto; in carriera non debuttò in Coppa del Mondo né prese parte a rassegne olimpiche o iridate.

## Palmarès

### Nor-Am Cup
- Miglior piazzamento in classifica generale: 22º nel 2006

### Campionati statunitensi
- 1 medaglia:
  - 1 bronzo (slalom gigante nel 2005)